# ルポルタージュ
ルポルタージュ（仏: reportage）
1. 取材記者・ジャーナリストなどが現地に赴いて取材した内容を放送・新聞・雑誌などメディアに報告すること。略してルポとも表現。現地報告。
2. 事件や社会問題などを綿密に取材して事実を客観的に叙述する文学の一ジャンル。報告文学や記録文学とも呼ばれる。ルポルタージュを執筆する人をルポライターと呼ぶ。

鎌田慧は「ルポライターの多くが肩書をノンフィクション作家に変えたのでルポライターは絶滅危惧種になりつつある」と述べている。